# Jardim Majorelle
O Jardim Majorelle é um jardim botânico inspirado nos jardins islâmicos situado no centro de Marraquexe, Marrocos, onde também funciona um museu da  cultura berbere.
Ocupa cerca de um hectare a noroeste da almedina e alberga cerca de 3 000 espécies botânicas. O nome deve-se ao seu fundador, o pintor francês Jacques Majorelle (1886–1962), que o criou em 1931. Comprado por Yves Saint Laurent e Pierre Bergé em 1980, atualmente pertence à Fundação Jardim Majorelle, subsidiária da Fundação Pierre Bergé – Yves Saint Laurent. A casa situada no interior está classificado como "Casas dos Ilustres" (Maison des Illustres) pelo Ministério da Cultura francês desde 2011.

## História
Em 1919, o pintor francês Jacques Majorelle, filho do célebre ebanista e  designer art nouveau Louis Majorelle, de Nancy, instalou-se na almedina de Marraquexe, durante o Protetorado Francês em Marrocos. Em 1922 comprou um palmeiral A noroeste da almedina, onde manda construir em 1931 a sua vivenda de estilo mourisco e art déco, desenhada pelo arquiteto Paul Sinoir. A arquitetura do edifício, inspirado na obra de Le Corbusier, é de uma modernidade extraordinária. O pintor instalou a sua residência principal no primeiro andar e transforma o rés de chão num imenso atelier para ali pintar as suas enormes telas.

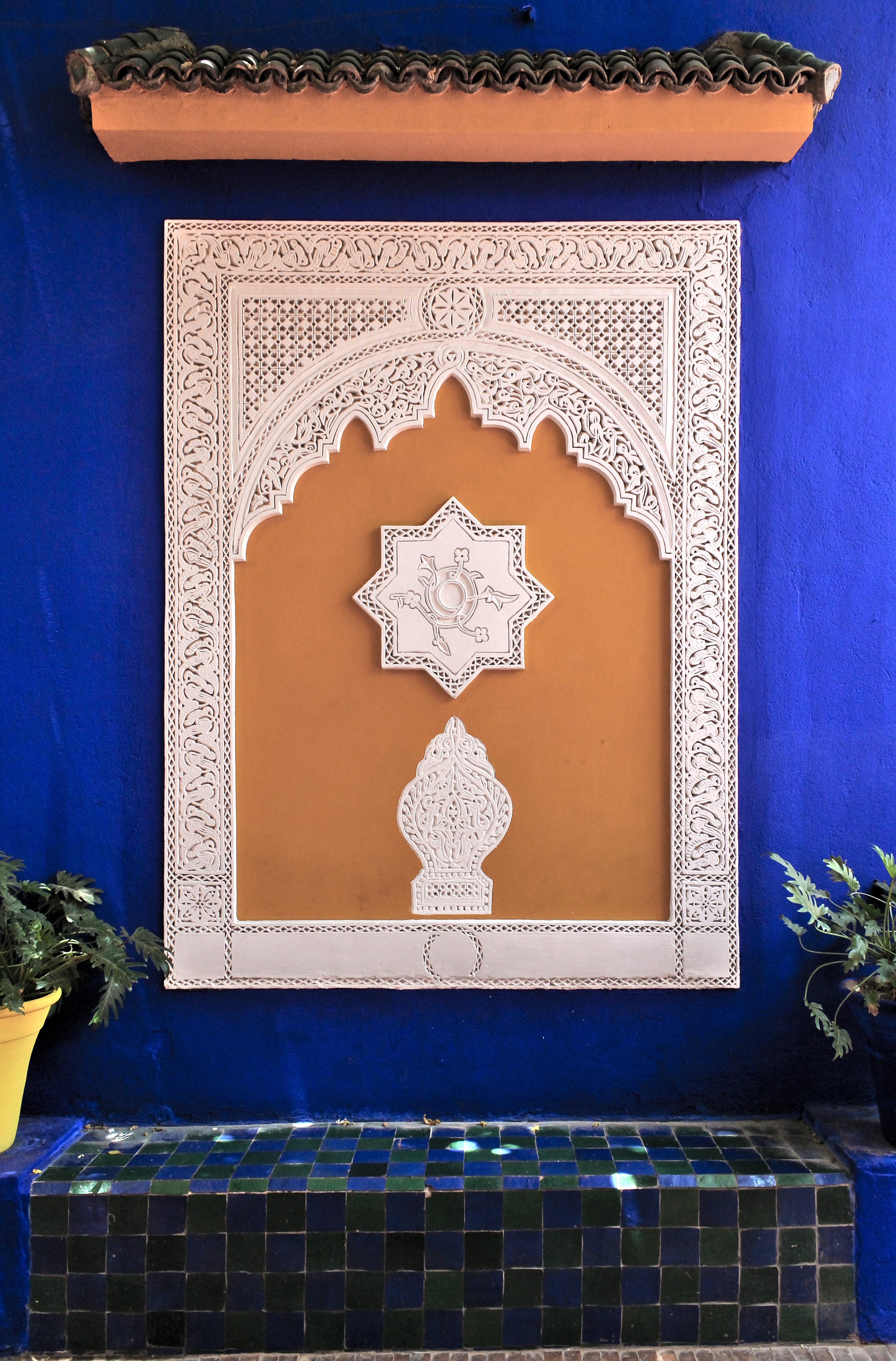
Banco e estuque esculpido no jardim

Apaixonado por botânica, Majorelle criou o seu jardim inspirado nos jardins islâmicos, com a luxúria dum jardim tropical, em volta da casa, que alguns descrevem como "um jardim impressionista" ou "uma catedral de formas e de cores". O jardim é estruturado em volta de um tanque central, com diversos ambientes variados, onde centenas de pássaros fazem os seus ninhos. O jardim é uma obra viva em movimento, composta por plantas exóticas e de espécies raras que o pintor trouxe das suas viagens no mundo inteiro: catos, yuccas, nenúfares, lótus, jasmins, buganvílias, palmeiras, coqueiros, bananeiras, alfarrobeiras, agaves, ciprestes, etc. Há também uma alameda de aloés e duas matas de bambus, nas partes sul e oeste, junto ao muro exterior. É decorado com fontes, lagos, jatos de água, vasos em cerâmica, alamedas, pérgulas, etc.
Em 1937 o artista criou o "azul Majorelle", um azul ultramar/cobalto simultaneamente intenso e claro, com que ele pinta as paredes da sua vivenda, e depois todo o jardim, para fazer um quadro vivo que abre ao público em 1947. Depois de ter sofrido um acidente de automóvel, Majorelle foi viver para Paris, onde morreu em 1962. O jardim ficou ao abandono durante vários anos.

## Yves Saint Laurent

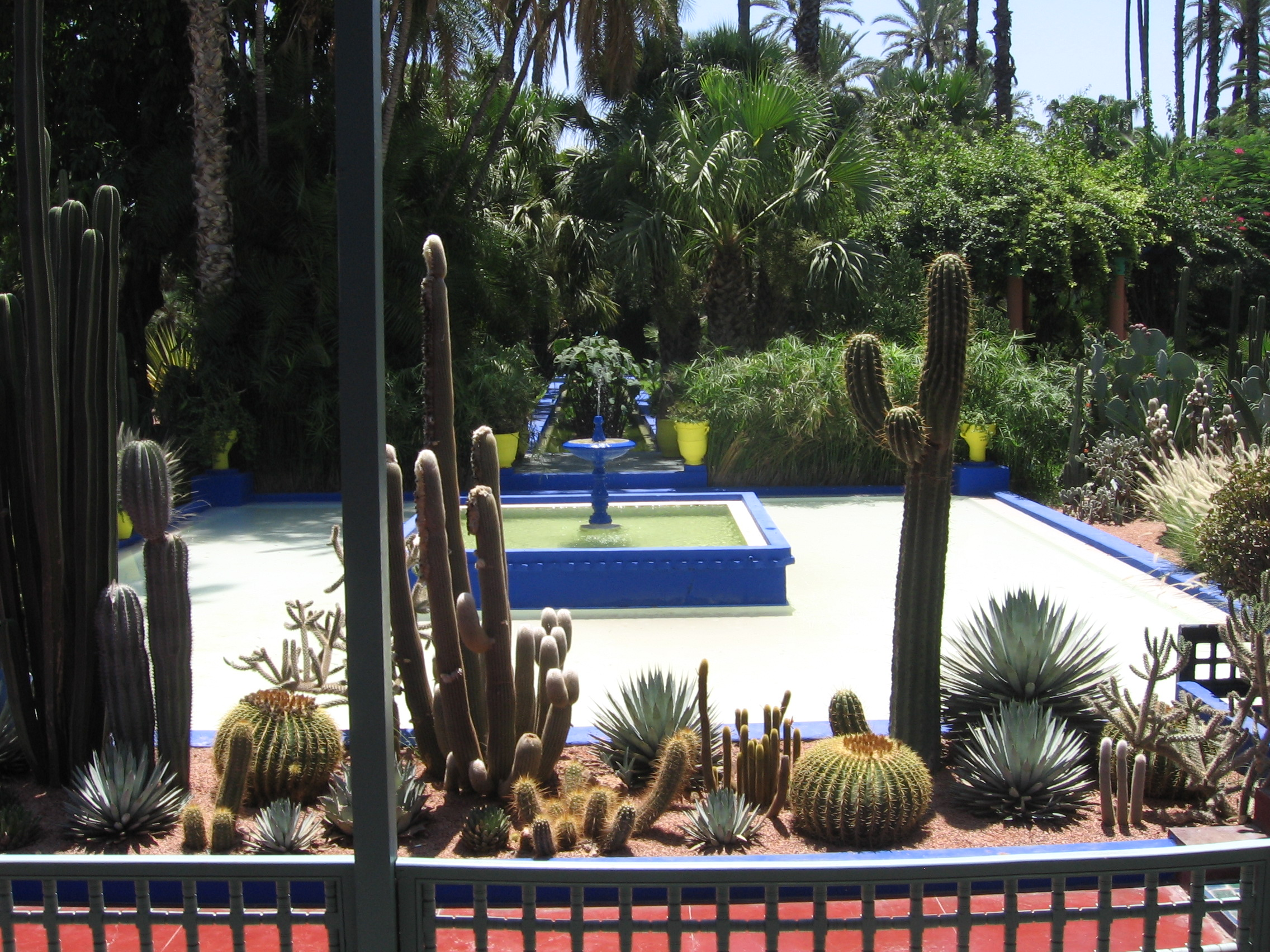

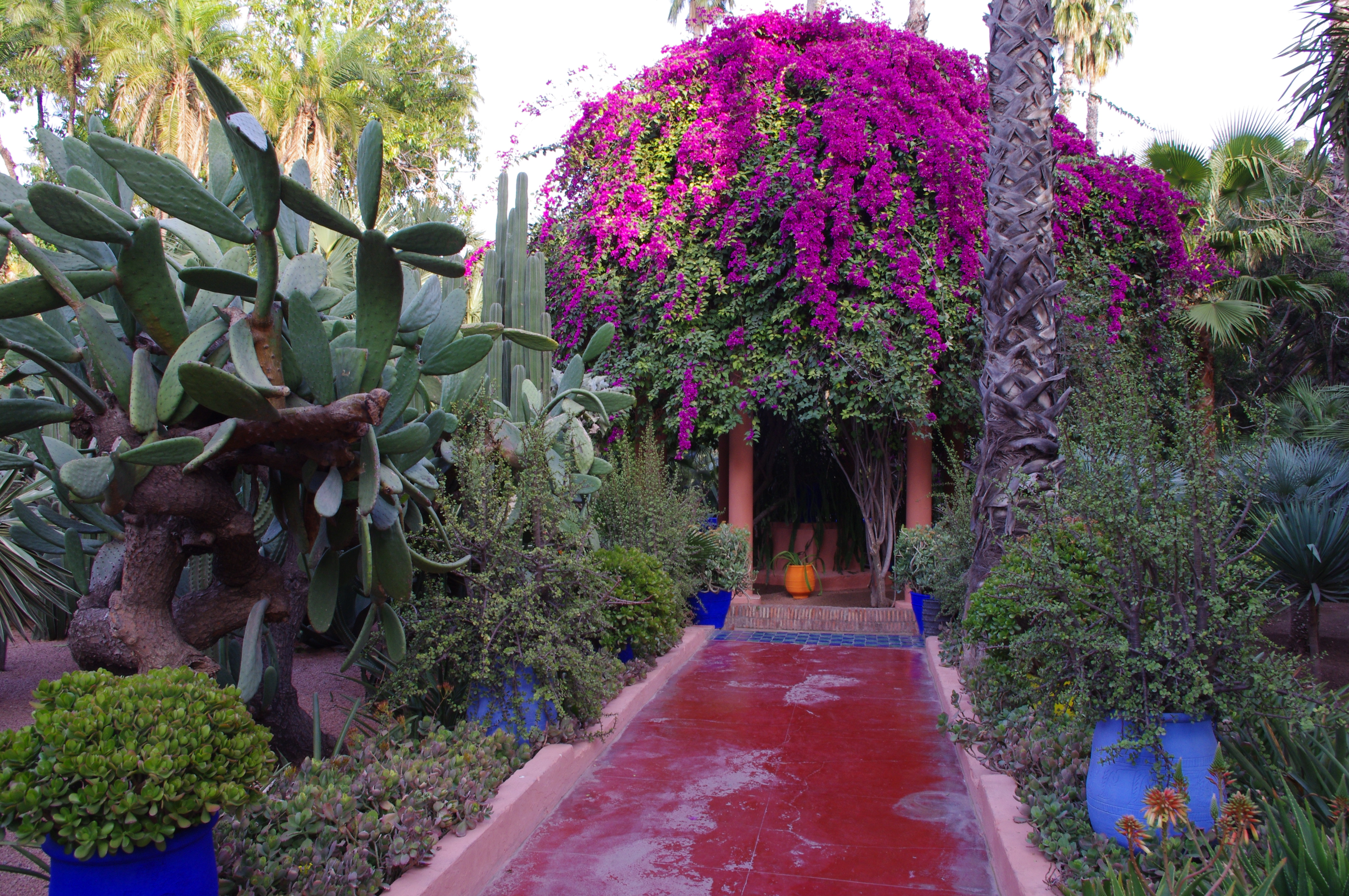

Yves Saint Laurent e Pierre Bergé descobriram o Jardim Majorelle em 1966, durante a primeira estadia em Marraquexe: «fomos seduzidos por aquele oásis onde as cores de Matisse se misturam com as da natureza?». Os dois compraram o jardim em 1980, para o salvarem de um projeto de um complexo hoteleiro que previa a sua desparição; seria a terceira aquisição do casal na cidade de Marraquexe. Os novos proprietários decidiram habitar na vivenda do artista, que rebatizaram Villa Oásis, e empreenderam importantes trabalhos de restauração do jardim para «fazerem do Jardim Majorelle o jardim mais belo, aquele que Jacques Majorelle tinha pensado, planeado.»  O atelier do pintura foi transformado num museu berbere aberto ao público, no qual está exposta a coleção de arte de Yves Saint Laurent e de Pierre Bergé.
As cinzas de Yves Saint Laurent, morto em junho de 2008 foram dispersadas no roseiral da Villa Oásis e no jardim há um memorial composto por uma coluna romana trazida de Tânger, sobre uma base onde há uma placa com o seu nome. Em novembro de 2010, a princesa Lalla Salma, esposa do rei Maomé VI de Marrocos, inaugurou a exposição "Yves Saint Laurent e Marrocos", ao mesmo tempo que foi dado o nome do do criador de modo a uma rua. Em dezembro de 2011 foi inaugurado o "museu berbere" no rés de chão da vivenda, com a presença do ministro da cultura francês, Frédéric Mitterrand, e a casa onde viveu Saint Laurent foi classificada como Maison des Illustres.
O jardim emprega cerca de vinte jardineiros e é um dos locais turísticos mais visitados de Marraquexe e de Marrocos, com mais de 600 000 visitantes anualmente.